# Ingmar Svedberg
Ingmar Svedberg, född 4 maj 1944, död 23 februari 2015 i Helsingfors, var en finlandssvensk författare och litteraturkritiker.

## Biografi
Svedberg fick sin utbildning på Helsingfors Universitet och Svenska Handelshögskolan. Han arbetade mest som redaktör och litteraturkritiker vid bland annat Finlands rundradio och Hufvudstadsbladet. Han hade redan under skoltiden ett litteraturintresse och var då redaktör för Studentbladet.
Svedberg var redaktionssekreterare och chefredaktör för tidskriften Nya Argus från mitten av 1970-talet till mitten av 1880-talet. Hans främsta intresse var dock litteraturkritiken och han arbetade som timlärare i svensk litteratur vid Helsingfors universitet och lärare i litteratur vid Teaterhögskolan.
Svedbergs viktigaste förtroendeuppdrag var ordförandeskapet i Finlands svenska författarförening. Han var också under många år ordförande i det svenska sekretariatet för Arbetarnas Bildningsförbund (ABF).

## Författarskap
I sitt eget författarskap riktar sig Svedberg främst till litteraturintresserade människor och vill förmedla insikt till sina läsare om litteraturens betydelse för att hitta sin egen identitet och förstå sin historia. Inte minst gäller detta i finlandssvenskarnas ställning som språklig minoritet.

## Verk i urval
- Finlands litteratur efter 1965, (med Kai Laitinen och Juhani Niemi). Suomen Kirjastoseura 1975.
- Suomalaisia nykykirjailijoita, (med Pekka Tarkka). Tammi 1967.
- Författare om författare - 24 finlandssvenska diktarporträtt, Söderströms 1981.
- Redigerat boken "Anna Bondestam: Eldsjälar" och skrivit en artikel i den om Anna Bondestam som skönlitterär författare. Schildts 2001.
- Elva videofilmer, tillsammans med Anders Engström, om författarna Lars Huldén, Anna Bondestam, Ole Torvalds, Kjell Westö, Solveig von Schoultz, Johan Bargum, Tua Forsström, Christer Kihlman, Ulla-Lena Lundberg, Lars Sund och Alpo Ruuth.